# Triliovité
Triliovité (Trilliaceae Lindl.) je bývalá čeleď jednoděložných rostlin z řádu liliotvaré (Liliales). Systém APG II však už čeleď neuznává a zástupce řadí v rámci podčeledi Paridae do čeledi kýchavicovité (Melanthiaceae).

## Popis
Jedná se zpravidla o vytrvalé pozemní byliny, převážně s oddenky nebo hlízami. Jsou to rostliny jednodomé s oboupohlavnými květy. Listy jsou jednoduché, přisedlé či řapíkaté, v 1 přeslenu o 3 a více listech (vzácně až 22), přeslen listů je umístěn v horní části stonku. Čepele listů jsou celokrajné, kopinaté až vejčité či podlouhlé nebo obvejčité, žilnatina je souběžná nebo dlanitá. Květy jsou jednotlivé na vrcholu stonku, jsou přisedlé či na stopce, jsou pravidelné. Okvětí je vyvinuto, zpravidla 6-18, okvětních lístků v 1-2 přeslenech (vnitřní přeslen může být někdy zakrnělý), okvětní lístky jsou volné, někdy je okvětí rozlišeno na kalich a korunu, jindy nikoliv. Okvětní lístky jsou bílé, zelené, růžové, žluté či purpurové barvy. Tyčinek je 6-10 (vzácně až 24), ve 2 přeslenech (vzácně až v 6 přeslenech), nejsou srostlé s okvětím ani navzájem. Gyneceum je složeno ze 3-6 (vzácně až 10) plodolistů, je synkarpní (někdy semisynkarpní), čnělka je 1 nebo 3-6 (vzácně až 10), pak volné či částečně srostlé, semeník je svrchní. Plod je dužnatý či suchý, nepukavý či pukavý, převážně bobule nebo tobolka.

## Rozšíření ve světě
Jsou známy asi 2-4 rody (podle pojetí) a asi 53 druhů, které jsou rozšířeny hlavně v mírného pásu Evropy, Asie a Severní Ameriky, méně pronikají i do tropů.

## Taxonomická poznámka
Někteří autoři řadí zástupce čeledi triliovité (Trilliaceae) do čeledi liliovité v širším pojetí (Liliaceae s.l.).

## Seznam rodů
Daiswa, Kinugasa, Paris (vraní oko), Trillium
Rody Daiswa a Kinugasa řadí někteří autoři jako podrody či sekce do rodu Paris.
V ČR i v celé Evropě roste ve volné přírodě pouze 1 druh: vraní oko čtyřlisté (Paris quadrifolia). Tato jedovatá rostlina roste především ve vlhčích lesích na bohatších půdách.